# Гридюкино
Гридюкино — деревня в Ступинском районе Московской области в составе Семёновского сельского поселения (до 2006 года входила в Семёновский сельский округ). На 2015 год Гридюкино, фактически, дачный посёлок: при 23 жителях в деревне 5 улиц, переулок и проезд.В Гридюкино за последние несколько лет появилось ещё несколько десятков дачных участков,среди жителей деревни как те кто проживает постоянно,так же те кто приезжает сюда только летом,ну и есть те кто бывает здесь наездами круглый год.. Впервые в доступных источниках упоминается в 1646 году, как деревня Гридякина, в 1907 году в Гридюкино была построена не сохранившаяся каменная часовня. Деревня связана автобусным сообщением с соседними населёнными пунктами.

## География
Гридюкино расположено на западе района, на безымянном ручье, притоке речки Самородинка (левый приток реки Лопасня), высота центра деревни над уровнем моря — 190 м. Ближайшие населённые пункты: Сумароково — менее 1 км севернее, Чирково в 1,5 км на северо-запад и Гридьково также в 1,5 км на юго-восток.

## Население
| 2002 | 2006 | 2010 |
| ---- | ---- | ---- |
| 19   | →19  | ↗23  |